# 토시차
토시차(이탈리아어: Tossicia)는 이탈리아 아브루초주 테라모도에 위치한 코무네다. 그란산소 에 몬티델라라가 국립공원에 위치한다.